# جریان پس‌رو (ژانر)

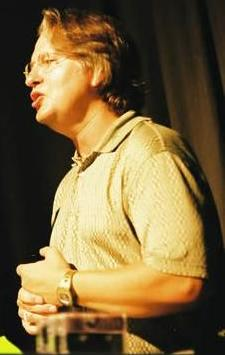
بروس استرلینگ در میت‌اکسیس ریویو در حال سخنرانی

جریان پس‌رو یا اسلیپ‌استریم (انگلیسی: Slipstream genre) اشکالی از داستان‌های ادبیات گمانه‌زن را نشان می‌دهد که داستان‌های علمی تخیلی، فانتزی و ادبی تخیلی را با هم ترکیب می‌کند، یا در مرزهای متعارف ژانر و روایت باقی نمی‌ماند، و مستقیماً از آزمایش‌های جنبش علمی تخیلی موج نو گسترش می‌یابد و در عین حال وام‌گرفته از فانتزی، داستان روان‌شناختی، داستان فلسفی و سایر ژانرها یا سبک‌های ادبیات است.

## ریشه نام
این اصطلاح توسط ریچارد دورست بر اساس مصاحبه‌ای با نویسنده مشهور سایبرپانک بروس استرلینگ در میت‌اکسیس ریویو (انگلیسی: Mythaxis Review) ابداع شد. او گفت:
این کتاب توسط دوستم ریچارد دورست در حالی ابداع شد که ما دو نفر در حال بحث در مورد یک دسته از کتاب‌های فانتزی غیرژانری بودیم که هیچ نامی برای آن نداشتیم. گفتم: «آن‌ها مطمئناً جریان اصلی نیستند» و «چرا جریان پس‌رو نباشیم؟» او پیشنهاد داد، و من هم فکر کردم که می‌تواند ضرب یک سکه بسیار خوب مناسب باشد.

## مفهوم
داستان جریان پس‌رو به‌عنوان «داستان غرابت» یا شکلی از نوشتار توصیف شده‌است که از طریق شک و تردید در مورد عناصر واقعیت، «آشنا را غریب یا غریب آشنا» می‌کند. برای نشان دادن این موضوع، نمونه‌های اولیه سبک جریان پس‌رو در داستان‌های فرانتس کافکا و خورخه لوئیس بورخس وجود دارند.
جیمز پاتریک کلی و جان کسل، نویسندگان داستان‌های علمی تخیلی استدلال کردند که ناهماهنگی شناختی در قلب جریان پس‌رو است و آنقدر که یک اثر ادبی است، مانند ترسناک یا کمدی، یک ژانر به‌شمار نمی‌رود. به همین ترتیب، کریستوفر پریست، در مقدمه‌ای بر رمان یخ، اثر آنا کاوان، می‌نویسد: «بهترین راه برای درک جریان پس‌رو این است که آن را به‌عنوان یک حالت ذهنی یا رویکردی خاص در نظر بگیریم؛ رویکردی که خارج از هر طبقه‌بندی است… جریان لغزشی حس «دیگری» را در مخاطب القا می‌کند، مانند نگاهی اجمالی به یک آینه، که تحریف‌کننده واقعیت است.»